# State of Origin 1999
Die State of Origin Series 1999 waren die 20. Ausgabe des Rugby-League-Turniers State of Origin. Es bestand aus drei Spielen, die zwischen dem 26. Mai und dem 23. Juni stattfanden. Die Serie endete in einem Unentschieden.

## Spiel 1
| 26. Mai | Queensland Maroons                              | 9 : 8         | New South Wales Blues                                                  | Suncorp Stadium, Brisbane Zuschauer: 38.093 Schiedsrichter: Bill Harrigan |
| 26. Mai | Straftritte: Rogers (4/4) Dropgoals: Rogers (1) | (4:6) Bericht | Versuche: Mundine Erhöhungen: Girdler (1/1) Straftritte: Girdler (1/1) | Suncorp Stadium, Brisbane Zuschauer: 38.093 Schiedsrichter: Bill Harrigan |

| 1                  | Robbie O’Davis     |
| 2                  | Mat Rogers         |
| 3                  | Darren Smith       |
| 4                  | Matt Sing          |
| 5                  | Wendell Sailor     |
| 6                  | Kevin Walters      |
| 7                  | Adrian Lam         |
| 8                  | Shane Webcke       |
| 9                  | Jason Hetherington |
| 10                 | Craig Greenhill    |
| 11                 | Gorden Tallis      |
| 12                 | Chris McKenna      |
| 13                 | Jason Smith        |
| Auswechselspieler: |                    |
| 14                 | Ben Ikin           |
| 15                 | Steve Price        |
| 16                 | Tonie Carroll      |
| 17                 | Martin Lang        |

| 1                  | Robbie Ross     |
| 2                  | Darren Albert   |
| 3                  | Laurie Daley    |
| 4                  | Terry Hill      |
| 5                  | Matt Geyer      |
| 6                  | Brad Fittler    |
| 7                  | Andrew Johns    |
| 8                  | Jason Stevens   |
| 9                  | Craig Gower     |
| 10                 | Rodney Howe     |
| 11                 | Bryan Fletcher  |
| 12                 | David Barnhill  |
| 13                 | Nik Kosef       |
| Auswechselspieler: |                 |
| 14                 | Glenn Lazarus   |
| 15                 | Luke Ricketson  |
| 16                 | Ryan Girdler    |
| 17                 | Anthony Mundine |

## Spiel 2
| 9. Juni | New South Wales Blues                           | 12 : 8         | Queensland Maroons                                                  | Stadium Australia, Sydney Zuschauer: 88.336 Schiedsrichter: Steve Clark |
| 9. Juni | Versuche: Daley, Ross Erhöhungen: Girdler (2/2) | (12:8) Bericht | Versuche: Rogers Erhöhungen: Rogers (1/1) Straftritte: Rogers (1/1) | Stadium Australia, Sydney Zuschauer: 88.336 Schiedsrichter: Steve Clark |

| 1                  | Robbie Ross     |
| 2                  | Adam MacDougall |
| 3                  | Ryan Girdler    |
| 4                  | Terry Hill      |
| 5                  | Matt Geyer      |
| 6                  | Laurie Daley    |
| 7                  | Andrew Johns    |
| 8                  | Mark Carroll    |
| 9                  | Geoff Toovey    |
| 10                 | Rodney Howe     |
| 11                 | Nik Kosef       |
| 12                 | Bryan Fletcher  |
| 13                 | Brad Fittler    |
| Auswechselspieler: |                 |
| 14                 | Luke Ricketson  |
| 15                 | Michael Vella   |
| 16                 | Ben Kennedy     |
| 17                 | Anthony Mundine |

| 1                  | Robbie O’Davis     |
| 2                  | Mat Rogers         |
| 3                  | Matt Sing          |
| 4                  | Darren Smith       |
| 5                  | Wendell Sailor     |
| 6                  | Kevin Walters      |
| 7                  | Paul Green         |
| 8                  | Shane Webcke       |
| 9                  | Jason Hetherington |
| 10                 | Craig Greenhill    |
| 11                 | Gorden Tallis      |
| 12                 | Chris McKenna      |
| 13                 | Jason Smith        |
| Auswechselspieler: |                    |
| 14                 | Ben Ikin           |
| 15                 | Steve Price        |
| 16                 | Tonie Carroll      |
| 17                 | Martin Lang        |

## Spiel 3
| 23. Juni | Queensland Maroons                                 | 10 : 10       | New South Wales Blues                         | Suncorp Stadium, Brisbane Zuschauer: 39.371 Schiedsrichter: Steve Clark |
| 23. Juni | Versuche: Green, Lockyer Erhöhungen: Lockyer (1/2) | (6:6) Bericht | Versuche: Geyer (2) Erhöhungen: Girdler (1/2) | Suncorp Stadium, Brisbane Zuschauer: 39.371 Schiedsrichter: Steve Clark |

| 1                  | Darren Lockyer     |
| 2                  | Robbie O’Davis     |
| 3                  | Tonie Carroll      |
| 4                  | Darren Smith       |
| 5                  | Wendell Sailor     |
| 6                  | Ben Ikin           |
| 7                  | Adrian Lam         |
| 8                  | Shane Webcke       |
| 9                  | Jason Hetherington |
| 10                 | Craig Greenhill    |
| 11                 | Gorden Tallis      |
| 12                 | Chris McKenna      |
| 13                 | Jason Smith        |
| Auswechselspieler: |                    |
| 14                 | Paul Green         |
| 15                 | Steve Price        |
| 16                 | Brad Thorn         |
| 17                 | Martin Lang        |

| 1                  | Robbie Ross     |
| 2                  | Adam MacDougall |
| 3                  | Ryan Girdler    |
| 4                  | Terry Hill      |
| 5                  | Matt Geyer      |
| 6                  | Laurie Daley    |
| 7                  | Andrew Johns    |
| 8                  | Mark Carroll    |
| 9                  | Geoff Toovey    |
| 10                 | Rodney Howe     |
| 11                 | Bryan Fletcher  |
| 12                 | David Furner    |
| 13                 | Nik Kosef       |
| Auswechselspieler: |                 |
| 14                 | Luke Ricketson  |
| 15                 | Michael Vella   |
| 16                 | Ben Kennedy     |
| 17                 | Anthony Mundine |

## Man of the Match
| Spiel | Man of the Match   |
| ----- | ------------------ |
| 1     | Jason Hetherington |
| 2     | Laurie Daley       |
| 3     | Wendell Sailor     |